# Neuro-lingvisztikus programozás
A neuro-lingvisztikus programozás (NLP) egyrészt tapasztalatokra épülő konkrét pszichológiai, pszichoterápiás és kommunikációs technikák rendszere, amely a nyelvhasználatot és viselkedést tanulmányozva a kiválóság struktúráját igyekszik megfejteni, ezzel megismételhetővé és elsajátíthatóvá tenni az egyes ember számára. Az így elsajátított tudás az NLP szerint azután alkalmazható az élet bármely területén, ahol a hatékony kommunikáció mint releváns szempont megjelenik (nevelés, vállalatvezetés, üzleti élet, politika stb.).
A Neuro-lingvisztikus programozást (NLP) meg kell különböztetni a neurolingvisztika nevű tudományágtól, amelynek semmi köze az NLP-hez és az NLP semmilyen módon nem használja eredményeit. Szintén nincs köze a NLP-nek a számítógép-programozáshoz, sem a számítógépes nyelvfeldolgozáshoz (angolul natural language processing, szintén NLP-nek rövidítve).
Az NLP áltudománynak minősül, mivel hatékonysága tudományos módszerekkel nem alátámasztható, emiatt a pszichológusképzésnek sem része. Mások szerint az NLP alapítói soha nem állították a rendszerről, hogy az tudomány lenne. Valójában a korabeli (1970-es évek beli) ismeretelméleti, nyelvészeti munkák, valamint sikeres pszichológiai gyakotlatok alapján összeállított összegző, modellező, alkalmazott rendszer. Bár a magyar pszichológusképzésnek valóban nem része, ám több segítő típusú foglalkozás ajánlott módszertani elem, úgymint edzőképzés, nemzetközi coach-szervezetek képzései stb.

## Története
Az NLP az 1970-es években úgy született meg, hogy két fiatal amerikai tudós, a nyelvész John Grinder (1940) és a pszichológushallgató Richard Bandler (1950) föltette magának a kérdést: Vajon mitől hatékony három világhírű, kimagaslóan sikeres pszichoterapeuta klinikai gyakorlata? Mindhármójuk terápiás üléseiről sokórányi kép- és hanganyagot elemeztek végig. Céljuk nem az volt, hogy elméletet alkossanak, hanem hogy modellezzék az „intuitív zsenik” tevékenységét: először teljesen redukcionista módon elemeire szedjék, majd újra felépítsék, tanulható és tanítható rendszerként. A három vizsgált terapeuta Milton H. Erickson, Fritz Perls és Virginia Satir volt.

#### Milton H. Erickson
A pszichoterápia történetében Milton H. Ericksont mint a hipnoterápia megújítóját tartják számon. Nevéhez kötődik az indirekt hipnózistechnikák fogalma. Szemben a mainstream hipnóziselméletek többségével, Erickson úgy tartotta, hogy minden ember hipnotizálható – csak meg kell találni a megfelelő hipnotizőrt és hipnózistechnikát. Az ő terápiás attitűdjét tükrözi az NLP egyik kulcsgondolata:
Nincs ellenálló páciens, csak rugalmatlan terapeuta.
Erickson mestere volt a gyakorlati nyelvhasználatnak: szándékoltan homályos mondataival, kétértelmű fogalmazásaival, modálisan szerkesztett mondataival, konfúziós technikájával megkerülte a páciens tudatos ellenállását, és üzenete így mindig célba talált. E „cél” pedig nem volt más, mint a páciens tudattalanja. Erickson egész terápiás működésének alapvető meghatározója volt az a szemlélet, amely szerint egyrészt az emberek eredendően rendben vannak, gazdag erőforrások birtokában, csak ezen erőforrások a konkrét helyzetekben gyakran hozzáférhetetlenek számukra, másrészt a tudattalan sokkal okosabb nálunk.

#### Fritz Perls
Az európai származású Fritz Perls az ún. gestaltterápia megteremtője, amelynek elméleti hátterét a 20. század első felében, Európában kialakított és elterjedt alaklélektan alkotja. A német Gestalt szónak nincs konkrét megfelelője más nyelvekben; pszichológiai összefüggésben arra a felismerésre utal, hogy az ember a valóságot nem atomisztikusan észleli, hanem mindig egészként, valamely szempont szerint szervezetten. Perls példájával élve, amikor vendégek érkeznek egy koktélpartira, mindegyik résztvevő mást és mást lát ugyanabban a szobában, annak függvényében, hogy figyelmüket mely szervezőelv irányítja. Az alkoholista semmi egyebet nem lát, csak a bárszekrényt. A barátnőjét kereső szerelmes ifjú számára az egyetlen értelmes mintázat barátnője arca. A festő, akitől a házigazda nemrég vásárolt képet, kizárólag azt veszi észre belépéskor, hogy képét hogyan és hova akasztották ki. Ha azonban valamelyikük elfárad a parti forgatagában, az illető számára a díványon lévő üres hely fog alakot ölteni és kiemelkedni a háttérből.
Perls a maga terápiás gyakorlatában nem a múlt elemzésére fókuszált, hanem az „itt-és-most”-ra: arra, amit kliense épp megél, ráirányítva a figyelmet az érzékelés valamennyi csatornájára. A gestaltterápiából származik az NLP azon elve, amely szerint az ember soha nem a valóságra reagál, hanem a valóságról kialakított saját „térképére” – s e térképen nemcsak, sőt nem is elsősorban „fontos tények” szerepelnek, hanem a helyzet egésze, annak valamennyi érzékleti minőségével: színekkel, formákkal, hangokkal, tapintási és hőérzékeléssel, szag- és ízingerekkel. Ezek együttesen alkotják az egyén belső valóságát, s az illető ezen együttestől érzi magát a bőrében jól vagy rosszul. Tehát ha bármilyen változtatást szeretnénk elérni, ezeket a szervezett sémákat kell tudatosítani, lebontani és újraszervezni.

#### Virginia Satir
Virginia Satir a családterápia kiemelkedő alakja. Pszichoterápiás technikájának fontos eleme az egész részekre bontása és a kommunikáció kialakítása e részek között. A saját gyakorlatában a kliensek dramatikus eszközökkel személyesítették meg az egyes részeket. Az NLP-technikákban az intrapszichés részek a kliensen belül kommunikálnak egymással.

## Az elnevezés
A „neuro-lingvisztikus programozás” kifejezés hátterében a következő felismerések állnak:
- neuro: Minden viselkedésünk neurológiai folyamatokban gyökerezik: az érzékelésben és észlelésben (látás, hallás, tapintás stb.), ill. a gondolkodásban is az idegrendszerünket használjuk.
- lingvisztikus: Gondolatainkat a nyelv segítségével fejezzük ki, ugyanilyen módon kommunikálunk. Ha valamit mondani szeretnénk, a fejünkben lévő képet/hangot/érzést szavakba öntjük. A hallgató ezeket a szavakat alakítja vissza saját maga számára hanggá, képpé vagy érzéssé.
- programozás: Gondolataink és viselkedésünk nem véletlenszerűen alakulnak, hanem bennünk lévő, mélyen gyökerező – a fenti értelemben vett – neurolingvisztikus sémákat, előírásokat követnek. Ezek a régen tanult sémák újratanulhatóak, vagyis az ember újraprogramozható. Ahogy a kisgyerek fejfájós anyját utánozva eltanulta, hogy amennyiben figyelmet és törődést szeretne a családjától, akkor ennek útja az, hogy megfájduljon a feje, ugyanúgy a felnőtt képes e programot újraírni, és a fej megfájdulása helyett alternatív megoldást kialakítani arra, hogy magára irányítsa családja figyelmét és törődését.

## Elterjedtség
Nagy számban jelentek meg NLP-vel foglalkozó könyvek, melyek közül többet lefordítottak magyarra is. Sok tréninget ajánlanak az erre specializálódott vállalkozások és egyének is. A színvonal vegyes, ami sok esetben a módszer megkérdőjelezéséhez vezethet. Kommunikációs szakemberek igen gyakran használnak meggyőzésnél NLP-s eszközöket. Például, Barack Obama előszeretettel és nagy hatékonysággal alkalmaz NLP technikákat.

## Az NLP alapjai
Ha az NLP-t valaha is háromperces szemináriumon kellene bemutatni, az valahogyan így történne. Az előadó besétálna, és azt mondaná:

„Hölgyeim és Uraim! Ahhoz, hogy sikeresek legyenek az életben, elég három dolgot észben tartaniuk.

Először, tudni, hogy mit akarnak, minden helyzetben legyen világos elképzelésük a kívánt eredményről.

Másodszor, legyenek éberek, és tartsák nyitva az érzékszerveiket, hogy észleljék, amit kapnak.

Harmadszor, rugalmasan változtassák tetteiket, míg azt kapják, amit akarnak.”

Felírná a táblára:
Eredmény

Érzékszervi élesség

Rugalmasság
és távozna.

Vége a szemináriumnak.
A fenti idézetben írottaknál valamivel bővebben az NLP-t nyolc téma körüljárásával lehet bemutatni. E témák a következők:
1. Mentális térkép
2. Nyelvi modellek
3. Érzékszervi nyelv
4. Állapotfiziológiák
5. Szemmozgások
6. Módosult tudatállapot
7. Raport
8. Keretek és célok

Alább e témák vázlatos ismertetése következik.

### A térkép nem azonos a területtel
Az emberek soha nem a valóságra reagálnak, hanem a valóságról kialakított képükre. Ha két ember egymás mellett állva ugyanazt a fát nézi, nem ugyanazt a fát fogják látni. Az objektív valóságról az észlelés folyamatában mindenki kialakít magának egy saját belső, szubjektív valóságot (egy belső „térképet”). A továbbiakban ezen a térképen mozog, és mind érzelmileg, mind értelmileg arra reagál, ami a térképen (tehát nem „odakint”) található.

### A nyelvi modellek alkalmazása

#### Meta-modell
Különbség van a belső tapasztalat, illetve annak nyelvi megjelenése között. Amikor megpróbáljuk kimondani azt, amit gondolunk vagy érzünk, beszédünk többnyire általánosításokat, kihagyásokat és torzításokat tartalmaz a tényleges tapasztalatunkhoz képest. Az NLP-ben meta-modellnek nevezik azt a kérdezéstechnikát, amellyel a kijelentések mögé kerülve vissza lehet jutni a releváns részletekig, és így feltárhatóvá válik a valódi, belső élmény. A modell részletes útmutatót ad arra nézve, hogy miként lehet felismerni egyes nyelvi jelenségeket, és milyen kérdésekkel lehet hozzáférni a mélystruktúrához.
Az alábbiakban a leggyakoribb szemantikai torzítások következnek, egy-egy példával és lehetséges meta-kérdésekkel.

##### Bizonytalan főnevek
A bizonytalan főnévnek több jelentése van. A meta-kérdés pontosítja, hogy a másik az adott helyzetben miféle jelentésre gondol.
- Kijelentés: Nehezen viselem a stresszt.
- Meta-kérdések: Mit értesz pontosan stressz alatt? Miről ismered fel, hogy „ez most stressz”? Kinek és milyen megnyilvánulása az, amit nehezen viselsz?

##### Bizonytalan igék
A bizonytalan igékből nem derül ki, hogy valójában milyen cselekvésre vonatkoznak.
- Kijelentés: Szívat a főnököm.
- Meta-kérdések: Mit jelent az, hogy szívat? Hogy csinálja? Mit tesz vagy nem tesz, mit mond vagy nem mond?

##### Modális operátorok
Szükségszerűség, kényszer, lehetetlenség kifejezése. „Szeretném”, „Kénytelen vagyok”, „Nem lehet”, „Nem tehetem” stb.
- Kijelentés: Muszáj időben hazamennem.
- Meta-kérdések: Honnan tudod, hogy muszáj? Mi történne, ha nem mennél haza időben?

##### Univerzális kvantorok
Egyedi tapasztalatok – többnyire indokolatlan – általánosítása. „Mindig”, „mindenki”, „állandóan”, „senki”, „soha”.
- Kijelentés: Engem mindig mindenki félreért.
- Meta-kérdések: Biztos, hogy mindig és mindenki? Tudnál példát mondani? És még egy példát?

##### Kihagyás
A közlés valamely lényeges eleme hiányzik.
- Kijelentés: Tegnap is csúnyán becsaptak.
- Meta-kérdések: Kicsoda? Hogyan? Mivel? És még mikor?

##### Gondolatolvasás
A beszélő tudni véli, mire gondol vagy mit érez a másik.
- Kijelentés: A feleségem tutyimutyi alaknak tart.
- Meta-kérdések: Pontosan honnan tudod, hogy annak tart? Milyen megnyilvánulásaiból? Mi a bizonyítékod arra, hogy ezt a megnyilvánulását megfelelően értelmezed?

##### Nominalizálás
A beszélő kézzelfoghatatlan, általános szavakat mond, miközben a konkrétság benyomását igyekszik kelteni.
- Kijelentés: A számomra fontos dolgok megtanítanak az élet értelmét élvezni.
- Meta-kérdések: Melyek ezek a fontos dolgok pontosabban? Hogyan tanítanak meg? Milyen értelmet adnak az életednek? Miben tapasztalod ezt meg?

##### Hibás ok-okozati viszony
Két dolog között oksági viszony indokolatlan feltételezése.
- Kijelentés: Kiborítanak a gyerekeim.
- Meta-kérdések: Egészen pontosan hogyan okozzák a gyerekeid a kiborulásodat? Biztos vagy abban, hogy a gyerekeid nélkül nyugodt és kigyensúlyozott lennél?

##### Hiányzó vonatkozási index
A hiányzó vonatkozási index azt jelenti, hogy a (látszólag) megfelelő szó vagy mondatrész valójában nem azonosítja be pontosan a személyt vagy tárgyat.
- Kijelentés: Többen is más véleményen vannak az ilyen kérdésekben.
- Meta-kérdések: Hányan vannak más véleményen? Kik ők? Milyen véleményen vannak? Milyen kérdésekkel kapcsolatban?

#### Milton-modell
A „Milton-modell” elnevezés Milton H. Erickson előtt tiszteleg. Szemben a meta-modellel, amelynek célja az általánosított megfogalmazások mögötti konkrét tartalmak felderítése, a Milton-modell azt a közlésmódot írja le, amikor a terapeuta szándékosan homályosítja el mondanivalóját, s a képzavarok, általánosítások, univerzális kvantorok stb. használata segítségével kerüli meg a kliens tudattalan ellenállásának falát.
„…és miközben itt ülsz, és csak hallgatod, amit mondok, és hagyod, hogy megtörténjen mindaz, aminek most meg kell történnie, tudom, hogy valójában kíváncsi vagy, melyik testrészed fog először ellazulni, és ettől az ember mindig kellemes érzéseket él meg, és ezért vagy képes tapasztalni, hogy egyre mélyebb állapotba kerülsz…”
A fenti szövegmintában a terapeuta pontosan olyan kifejezésekkel bombázza a kliens tudatát (és tudattalanját), amelyeket ha a kliens mondana, a terapeuta azonnal meta-kérdésekkel szedne ízekre. A terápiás helyzetből és szerepekből adódóan azonban a kliens nem teheti meg, hogy rákérdezzen a terapeutánál: „Voltaképpen honnan is tudod, hogy nekem bármelyik testrészem egyáltalán el fog lazulni?!”, vagy „Biztos, hogy minden ember kellemes érzéseket él meg?”, illetve „Konkrétan milyen érzésekről is beszélsz?”. Ezek a kérdések kimondatlanok maradnak, s a hiányzó információkat a kliens a saját személyiségéből, tudatos és tudattalan emlékeiből pótolja, amely viselkedéses szinten leginkább azt eredményezi, hogy módosult tudatállapotba kerül, és nyitottabbá válik a gyógyító szuggesztiók befogadására.

### Az érzékszervi nyelv
A külső valóságról azért alkothatunk belső fogalmat, mert az valamilyen úton-módon eljutott hozzánk. Ezt a „valamilyen úton-módon”-t nevezik az NLP-ben reprezentációs rendszernek, ill. érzékszervi modalitásnak.
A reprezentációs rendszerek a következők:
- Vizuális – látás
- Akusztikus – hallás
- Kinesztetikus – test- és mozgásérzékelés
- Olfaktorikus – szag
- Gusztatorikus – íz

A kezdőbetűkből összeálló betűszó – a VAKOG – mind az angol, mind a magyar NLP-irodalomban létező szakkifejezés annak jelölésére, hogy a valóságot a maga egészében tapasztaljuk meg: az összes modalitásban, sőt azok valamennyi ún. szubmodalitásában. Emlék-„képeink” sem képek csupán: a képekkel együtt magunkban őrizzük az adott helyzet valamennyi jellemzőjét: a hangokat, a testérzetet, az illatokat és ízeket. Ha ezek közül csak egyet is felidézünk (pl. megszimatoljuk a lépcsőházban, hogy valahol töltött káposztát főznek), az emlék egésze fölelevenedik: szemünk előtt megjelenik a hely, ahol ifjúkorunk „fenséges töltött káposztáját” ettük: magunk előtt látjuk a kisvendéglőt fehérre meszelt falával, barna asztalaival és tarkabarka falvédőivel, újra halljuk a zsibongást és a cigányzenét, szánkban megérezzük a forró káposzta sós-savanykás ízét, és kezünkkel szinte rááll, hogy törjünk egy falatot a ropogós héjú, puha kenyérből…
Amikor a klienssel akár felidéztetünk egy szituációt, akár egy jövőbeli helyzetet képzeltetünk el vele, a teljes bevonódáshoz szükséges, hogy az összes érzékszervi modalitást „lekérdezzük” (NLP-szlenggel: „levakogjuk”). És ha ezek után képzeletben átalakítjuk az emlék valamely jellemző szubmodalitását (pl. elképzeltetjük, hogy a töltött káposzta hideg és keserű), azzal az emlék egészét át lehet írni. Ennek az egyszerű ténynek hatalmas gyakorlati jelentősége van a pszichoterápiában. Ha például megkeressük a kliensnél egy traumatikus élmény legjellemzőbb szubmodalitását, majd ugyanezt a szubmodalitást megkeressük egy pozitív emlék (mondjuk egy vidám születésnapi zsúr) esetében is, akkor, ha az utóbbival képzeletben átírjuk az előbbit, meglepően gyors és tartós változást (gyógyulást) érhetünk el.
Az öt csatornából az első három (vizuális, akusztikus, kinesztetikus) közvetíti a legtöbb információt. Azonban egyénenként változik, hogy kinek melyik az elsődleges reprezentációs rendszere. Ennek jelentősége abban áll, hogy ez az egyéni különbség megjellegzi  a személy beszédmódját is. Az, hogy beszédünket milyen jellegű metaforákkal tűzdeljük meg, nem a véletlen műve, hanem ránk jellemző.
– Milyenek a jövő évi kilátások a cégnél?
– Ne is mondd!
– Miért, ennyire sötét a helyzet?
– Na hallod! A főnök hablatyolt ugyan valami változásról, de sok beszédnek sok az alja.
– Valami azért csak kezd kirajzolódni, nem? Lásd be, hogy ha tényleg ilyen képtelen lenne a helyzet, már rég bealkonyult volna az egész üzletnek.
– Igen, ezt mások is mondták, de csak olyanok, akik valójában fütyülnek az egészre…
Az eredményes kommunikáció meghiúsulhat pusztán azért, mert a felek nem ugyanazon érzékszervi modalitást használva fogalmazzák meg tapasztalatukat. És fordítva: ha megfigyeljük partnerünk szóhasználatát, és megszólalásainkban tudatosan alkalmazkodunk hozzá, akkor tapasztalhatjuk, hogy kommunikációnk pusztán e formai változtatás miatt – tartalmától függetlenül – eredményesebb, hatékonyabb.

### A szemmozgások jelentősége
Az NLP-s tevékenység kisebb része a tényleges beavatkozás; nagyobb része az információ begyűjtéséből áll. Ennek egyik legmegbízhatóbb módja a szemmozgások figyelése. A tapasztalat azt mutatja, hogy az ember szemmozgásából nagy biztonsággal megállapítható, hogy épp mi jár a fejében. E kijelentés nem azt mondja, hogy minden ember egyformán működik, csupán annyit állít, hogy minden ember szemmozgásában megfigyelhetők bizonyos mintázatok, amelyek az egyes gondolati tevékenységhez kapcsolhatók.
A mellékelt ábrán a tipikus (vagyis nem kivétel nélkül az összes!) jobbkezes ember szemmozgását ábrázolja úgy, ahogy azt a megfigyelő szemből látja. Az ábrázolt kognitív tevékenységek, valamint a jobbkezes embernél tipikusan hozzájuk tartozó szemmozgások a következők:
| Tevékenység              | Szemmozgás iránya (az illető saját szemszögből) | Példa                                                    |
| Kép konstruálása         | Jobbra fel                                      | Vajon hogy néznék ki lila hajjal?                        |
| Kép felidézése           | Balra fel                                       | Milyen volt szőkesége…?                                  |
| Hang konstruálása        | Jobbra és oldalra                               | Hogy hangozna a Himnusz rockritmusban?                   |
| Hang felidézése          | Balra és oldalra                                | Hogyan csörög a mobilom?                                 |
| Érzés, érzelem, íz, szag | Jobbra le                                       | Milyen érzés, amikor jég olvad a kezemben?               |
| Belső párbeszéd          | Balra le                                        | „Ezt megint jól elszúrtam. Sebaj, holnap sikerülni fog.” |

A tipikus balkezesnél az irányok többnyire megfordulnak, tehát az emlékezés iránya a jobb, a konstruálásé a bal oldal.
Terápiás vagy más konkrét helyzetben a fenti leírás pusztán általános iránymutatásul szolgálhat. Ilyenkor az „éles” munka elkezdése előtt kalibrálást kell végezni: néhány (a példákhoz hasonló) tesztkérdéssel bemérhető, hogy adott belső tevékenység esetén ennél a konkrét embernél melyek a jellemző szemmozgások.

### A raport:pacingésleading
A pszichoterápiás munka lehetőségi feltétele a raport kialakítása és fenntartása. E szakkifejezés kifejezés a terapeuta és a kliens között létrejött sajátos bizalmi kapcsolatot jelöli, amely nélkül elképzelhetetlen a hatékony kommunikáció. A raport két ellentétes, egymással mégsem szembenálló, hanem kiegészítő összetevőből áll: ez a pacing és a leading. E szakkifejezések az NLP hazai irodalmában és gyakorlatában is megtartották angol alakjukat; tartalmilag helytálló fordításuk például az „igazodás és vezetés” lehetne.
A pacing fogalma felöleli mindazon cselekvéseket, amelyekkel a terapeuta igyekszik jelen lenni a kliens pillanatnyi valóságában, így az említett ’igazodás’ szó mellett különböző összefüggésekben nevezhetjük ritmustartásnak, lépéskövetésnek, hasonulásnak, visszatükrözésnek vagy együtt haladásnak. A pacing voltaképpen a rogersi terapeuta klasszikus hármas attitűdjének (elfogadás, empátia, kongruencia) aprópénzre váltása. Ennek során a terapeuta igyekszik megismerni a kliens „belső térképét”, annak szabályait, működésmódját. Ehhez felhasználja az érzékszervi nyelv szabályait, figyelve a kliens állapotfiziológiai változásait.
A leading a vezetést, a kezdeményezés átvételét jelenti. Erre akkor kerülhet sor, ha – a pacing kezdeti fázisain túljutva – a kliens metakommunikációja elfogadó fiziológiai mintázatot mutat. A leading a voltaképpeni terápiás intervenció stádiuma, ekkor hangoznak el a változást (adott esetben gyógyulást) célzó szuggesztiók. Ezek hatékony megszövegezésében alapvető kritérium a Milton-nyelv készségszintű használata.
A pacing és a leading mind a terápiás folyamat egészében, mind egy ülésen belül, sőt akár egyetlen mondaton belül is állandóan váltakoznak. A terápia célja a kliens változása a kívánt (és a terápiás szerződésben rögzített) irányban, ennek eszköze nyilvánvalóan a leading. Ahhoz viszont, hogy a kliens hajlandó – és egyáltalán: képes – legyen elfogadni a terapeuta változást célzó javaslatait, szükséges a raport állandó fenntartása, az hogy a terapeuta a folyamat közben ne lépjen le a kliens térképéről. Ez csak úgy lehetséges, hogy a terapeuta a kifejezett gyógyító beavatkozás során is újra és újra visszatér a pacing elemeihez.

## Az NLP kritikája
A pszichológia, pszichoterápia fő vonala szerint az NLP feltevései nem tarthatók sem elméleti, sem gyakorlati szempontból, és ezért az áltudományok közé sorolják. Norcross és szerzőtársai az NLP-t hetedikként sorolják fel a tíz leginkább lejáratott terápiás beavatkozások között kábítószer és alkoholfüggőség esetében. Albert Ellis, a racionális emocionális viselkedés terápia (REBT) alapítója az NLP-t derogatív jelzővel illette, mint terápiát, és név szerint említette, mint olyan irányzatot, amelynek technikáit a viselkedés terápiában kerülni kell. Az NLP el nem fogadottságát az is mutatja, hogy a tankönyvekben legfeljebb mint kritizált nézetet említik.
Kritikusai szerint az NLP neve marketing célokat szolgál: az NLP nem hivatkozik sem az idegi folyamatok tanulmányozására, sem a nyelvészetre. Célja, hogy a tudományosnak hangzó névvel tekintélyt kölcsönözzön magának.
Az NLP-szerzők kidolgozott elméleti rendszer helyett gyakran metaforákkal világítják meg mondanivalójukat, amely nehézzé teszi a tudományos vizsgálatot. Az NLP képviselői a pontos meghatározások hiányát és a metaforák alkalmazását gyakran arra használják, hogy megpróbáljanak kibújni a tudományos ellenőrzés hatálya alól, azonban a Rogers által kidolgozott rendszeres kutatási módszertan a terápia folyamatára és kimenetelére lehetővé teszi az NLP feltételezéseinek tudományosan ellenőrzött vizsgálatát. Ez már csak azért is lehetséges, mert az NLP modelleket alkot és elemez, amely, függetlenül attól, hogy az NLP képviselői azt állítják, hogy nem alkot elméletet, az NLP-t indukciós elméletté teszi.
Beyerstein szerint az NLP elavult nézeteket hangoztat az agyi funkciók és a kognitív folyamatok között, és e nézetek durva analógiákra redukálhatóak
Egyes tudományos kutatások szerint az NLP elavult nézeteket hirdet alapvető kérdésekben, beleértve a VAKOG modellt (a tudomány mai állása szerint a háromféle érzékelésről és azok eloszlásáról, a jobb és bal oldali agyműködésről, a pozitív és negatív energiáról szóló kijelentések teljességgel tarthatatlanok). Az NLP alapkoncepciójára, a meta modellre, azon belül is a főnevesítésre (nominalizációra) mint nyelvi (szemantikai) torzulásra semmiféle kísérleti bizonyíték nincs, azt csak az NLP említi. Weitzenhoffer szerint mind a nominalizált, mind az értelmezett mondatok egyenértékűen fejezik ki a mélyebb struktúrákat
Az NLP számos technikája (különösen a tudatalattival való közvetlen kapcsolatra, a traumák gyors kezelésére, a regresszióra, és a vizuális és auditorikus memóriára vonatkozóan) olyan feltevéseken alapul, amelyet a memória-elmélet mára már meghaladott, bár a 60-as és 70-es években még elfogadott volt.
Bár néhány kísérlet pozitív hatást mutatott ki, és az NLP képviselői számos nem ellenőrzött, sikeresnek ítélt esettanulmányt publikáltak, a tudományosan megalapozott kutatások nem találtak bizonyítékot az NLP állításaira és hatékonyságára.
Tudományos kutatások nem találtak korrelációt a szemmozgások, valamint képzeletek, gondolatok vagy nyelvi választék között. Von Bergen és szerzőtársai szerint az NLP nem érti az idegrendszer és a megismerés kapcsolatát és nem teljesíti a tudományosság követelményeit. Heap lényegében ugyanerre a következtetésre jutott egy évtizeddel korábban: a kísérletek szerint a preferált megjelenítési rendszer és a szóválasztás között nincs korreláció, és a preferált megjelenítési rendszer és a szemmozgások között még ennél is kevésbé érvényes a kapcsolat.
Az amerikai Nemzeti Kutatási Tanács nem talált szignifikáns bizonyítékot arra, hogy az NLP elmélete megalapozott és gyakorlata hatásos lenne és megállapította: „a bizottság nem javasolhatja egy ilyen bizonyítatlan technika alkalmazását”. 1984-ben Sharpley irodalom-áttekintésében arra a következtetésre jutott, hogy az NLP hatékonyságára nincsenek megbízható kutatások, majd 1987-ben megállapította, hogy a meglévő kutatások nem igazolják az NLP alapelveit és módszereit.
Az NLP kijelentései alapján több kísérlet vizsgálta az NLP alkalmazását az élet különböző területein (emberi erőforrások, oktatás, üzleti vezetés), de az eredményességét nem tudták bizonyítani. Ennek ellenére – az NLP-technikák pszichoterápiás felhasználása mellett – a humán erőforrások területén azóta is többször történt kísérlet technikáinak alkalmazására.